# Oxaceprol
Oxaceprol ist ein Derivat einer natürlichen α-Aminosäure, des L-Hydroxyprolins. Oxaceprol wird als Arzneistoff zur Behandlung degenerativer Gelenkerkrankungen in entzündlichen oder schmerzhaften Stadien eingesetzt wie Arthritis, Periarthritus, Bursitis, Tendinitis oder Tendovaginitis. Entzündliche Bindegewebserkrankungen können ebenfalls mit Oxaceprol behandelt werden. Das Bundesinstitut für Arzneimittel und Medizinprodukte (BfArM) hat mit Bescheid vom 24. Januar 2018 Oxaceprol unter der Zulassungsnummer 6154016.00.00 nachzugelassen.

## Synthese
Die Umsetzung von (2S,4R)-Hydroxyprolin (= natürliches Hydroxyprolin) mit Essigsäureanhydrid liefert unter Acylierung am Stickstoffatom Oxaceprol.